# Шимановский, Юзеф (поэт)
Юзеф (Иосиф) Матвей Игнатий Шимановский (пол. Józef Maciej Ignacy Szymanowski; 19 февраля 1748, Каски, Равское воеводство — 15 февраля 1801, Варшава) — польский поэт и государственный деятель.

## Биография
Родился в 1748 году в семейной усадьбе Каски, в Равском (ныне — Мазовецком) воеводстве. Выходец из дворянского рода Шимановских (Корвин-Шимановских), который пользовался гербами Езержа и Слеповрон. Сын каштеляна равского Матвея Шимановского и Анны, урождённой Лущевской.
Образование получил в пиаристском учебном заведении Collegium Nobilium в Варшаве. Пользовался покровительством магната Адама Казимира Чарторыйского, который каждый четверг устраивал в Варшаве обеды для литераторов, учёных и деятелей искусства, перетекавшие в литературные вечера (pl:Obiady czwartkowe). Шимановский был постоянным гостем вечеров, а также посещал семью Чарторыйских в их загородной резиденции — Пулавах. Чарторыйский также неоднократно брал Шимановского с собой в путешествия в качестве компаньона и собеседника, благодаря чему тот в течение шести лет (1768—1774) смог посетить Россию, Германию, Францию и Англию.
В 1773 году Шимановский получил придворную должность камергера короля Станислава Августа Понятовского. В 1778 году стал депутатом Сейма, в 1781—1784 годах был членом Коронной налоговой комиссии.
Во время восстания Костюшко примкнул к повстанцам и в созданном ими самопровозглашённом правительстве — Верховном национальном совете занял должность министра (главы департамента) юстиции. После поражения восстания проживал в Варшаве, с 1800 года состоял членом Общества друзей науки.
Скончался в 18о1 году в Варшаве и был похоронен на Свентокшишском кладбище.

## Творчество
Шимановский был автором нескольких десятков стихотворений, часть из которых были опубликованы при его жизни, а другие, хотя и не были опубликованы, но широко расходились в рукописях. В 1770-76 годах публиковал свои стихи в альманахе «pl:Zabawy Przyjemne i Pożyteczne» («Забавы приятные и полезные»).
Написал также «Письма о хорошем вкусе» («pl:Listy o guście, czyli smaku») в которых обрисовал собственное видение эстетики и литературную программу.
Издал три перевода (из Монтескье и Вольтера, а также сочинения де Ла Кюрна де Сент-Пале). По данным Дмоховского, работал над большой сентиментальной поэмой, успел написать две песни, но неясно, сохранились ли они.
В архивах и библиотеках Польши сохранился ряд рукописей и писем Шимановского (в том числе, Чарторыйскому, Костюшко, королю), которые были в дальнейшем введены в научный оборот. О творчестве Шимановского с похвалой отзывались современники-литераторы — Дмоховский и Станислав Костка Потоцкий. Поэтические произведения Шимановского переиздавались и в двадцатом веке.
Согласно российскому дореволюционному словарю Гранат:

По своим литературным симпатиям Шимановский примыкал к кружку т. н. «пулавских» поэтов. Его теоретические взгляды на литературу, как выразительницу «деликатных» переживаний, столь характерных для эпохи позднего классицизма, отражаются лучше всего в его «Письмах о вкусе» (1779). Эти же положения он применял на практике в своих оригинальных и переводных произведениях. Из них его перевод «Храма Венеры в Книдосе» Монтескье («Swiątynia Wenery w Knidos», 1778) современники считали шедевром.— Шимановский, Иосиф // Энциклопедический словарь Гранат: В 58 томах. — М., 1910—1948.

### Произведения, изданные при жизни Шимановского
- O zwierzchności krajowej w Atenach w zbiorze: Historia polityczna państw starożytnych od pewnego towarzystwa napisana t. 1, Warszawa 1771—1772, s. 316—380, (работа подписана инициалами J. S.)
- Listy o guście, czyli o smaku (dwa) w: Listy krytyczne (dodatek do) A. K. Czartoryski: Kawa. Komedia w 1 akcie, Warszawa 1779
- Различные стихотворения

### Переводы, изданные при жизни Шимановского
- J.B. de La Curne (de Ste Palaye): Pamiętniki o dawnym rycerstwie zważanym jako ustanowienie polityczne i żołnierskie. Po francusku przez… napisane, a teraz na polski wyłożone język, Warszawa 1772; także pt.: Wiadomości historyczne o dawnym rycerstwie…, Warszawa 1772, (перевод был издан без подписи, авторство Шимановского установлено на основании сообщения Т. Чацкого)
- Voltaire: Zadyg albo przeznaczenie. Historia wschodnia z francuskiego na polski wyłożona język roku 1773. Перевод при жизни Шимановского выдержал несколько изданий (некоторые из них — под другими названиями). При жизни Шимановского выходил без подписи переводчика.
- Montesquieu: Świątynia Wenery w Knidos, Warszawa 1778 (2-е изд.).

### Последующие издания
В дальнейшем произведения Шимановского нередко издавались в составе различных тематических сборников. Так, в академическом сборнике документов «Kodeks Stanisława Augusta. Zbiór dokumentów» были опубликованы четыре документа, связанных с Шимановским, в основном, тексты речей, произнесённых им на польском Сейме. В академическом издании J. Kott: «Poezja polskiego Oświecenia», была опубликована подборка стихотворений Шимановского, и так далее.